# Hans Krüger (SS-Hauptsturmführer)
Hans Krüger, född 1 juli 1909 i Posen, död 8 februari 1988 i Wartenberg,[källa behövs] var en tysk SS-Hauptsturmführer och medlem av Gestapo. Han var en av de ansvariga för förintelsen i Polen, i synnerhet i distriktet Galizien i Generalguvernementet.

## Biografi
År 1918 fördrev polska myndigheter Hans Krüger och hans familj och många andra tyskar från Posen. Vid 20 års ålder, år 1929, gick han med i SA. Efter Adolf Hitlers maktövertagande i januari 1933 utsågs han till chef för den politiska avdelningen i koncentrationslägret Oranienburg. I juni 1934, under de långa knivarnas natt, företog Hitler och SS en utrensning av SA:s ledarskikt och Krüger blev degraderad.
År 1939 blev Krüger medlem av Gestapo och verkade först i Posen och därefter i Kraków. Han visade prov på "nazistisk fanatism och brutal hänsynslöshet", vilket imponerade på kommendören för Sicherheitspolizei (Sipo) och Sicherheitsdienst (SD) i distriktet Krakau. Krüger utnämndes till direktor för Sipos träningsakademi i Zakopane, där han utbildade ukrainska män.
Den 22 juni 1941 anföll Tyskland sin tidigare bundsförvant Sovjetunionen och inledde därmed Operation Barbarossa. Befälhavaren för Sipo och SD i Generalguvernementet, Karl Eberhard Schöngarth, kommenderade 150 man, däribland Krüger, till Lemberg för att där organisera massmordet på den judiska och polska intelligentian. Kort därefter blev Krüger chef för Sipo i Stanisławów, där han fick i order att vidta massarkebuseringar av judar och uppföra ett getto för de återstående. Den 6 oktober 1941 for Krüger med män ur Sipo och Ordnungspolizei (Orpo) samt ukrainska milismän till Nadworna och massakrerade omkring 2 000 judar. För detta hade Schöngarth och Fritz Katzmann, SS- och polischef i distriktet Galizien, givit Krüger fria händer.